# ژان دولابلا
ژان دولابلا (به پرتغالی: Jean Dolabella) (زادهٔ ۱۴ مه ۱۹۷۸) نوازندهٔ درامز گروه ترش متال برزیلی سپولترا است. او در سال ۲۰۰۶ و در پی جدایی درامر اولیهٔ گروه ایگور کاوالرا به سپولترا پیوست. دولابلا به غیر از سپولترا با پال دی‌آنو (خوانندهٔ پیشین آیرن میدن) همکاری‌هایی داشته است.
او پیش از آن‌که به سپولترا بپیوندد (از سال ۱۹۹۷ تا ۲۰۰۶) در یک گروه راک به‌نام دیزل عضویت داشت که بعداً-به دلایل حقوقی-نام‌اش به Udora تغییر یافت.